# FSF Free Software Award for Projects of Social Benefit
Free Software Award for Projects of Social Benefit – corocznie nadawana nagroda przez Free Software Foundation, pierwsza została nadana za rok 2005.
FSF nadając tę nagrodę po raz pierwszy opisał tak:

Nagroda nadawana jest projektom czy zespołom, które rozpowszechniają i popularyzują wolne oprogramowanie albo idee ruchu Wolnego Oprogramowania, a wykonywana przez nie praca jest z korzyścią dla społeczności w różnych dziedzinach życia.

Jest to druga nagroda FSF obok FSF Award for the Advancement of Free Software.

## Nagrodzeni
2010 Tor
Za pisanie oprogramowania, dzięki któremu można zachować prywatność w Internecie.
2009 Internet Archive
Za zbieranie wolnodostępnych informacji, archiwizację sieci, współpracę z bibliotekami i tworzenie Wolnego Oprogramowania, dzięki któremu różne informacje są dostępne publicznie.
2008 Creative Commons
Za wspieranie rosnącego rynku prac kulturalnych, edukacyjnych i naukowych które mogą być swobodnie rozprzestrzeniane bez problemów powodowanych przez prawa autorskie.
2007 Groklaw
Za utworzenie nieocenionego źródła prawnych i technicznych informacji dla deweloperów oprogramowania.
2006 Sahana FOSS Disaster Management System
Za wysiłek wolontariuszy w opracowanie systemu zarządzania pomocą humanitarną na dużą skalę.
2005 Wikipedia
Wolna encyklopedia